# Luciano Armani
Luciano Armani (Felegara di Medesano, 12 oktober 1940 – Fidenza, 4 februari 2023) was een Italiaans wielrenner.

## Belangrijkste overwinningen
1965
- Coppa Sabatini
- 7e etappe Ronde van Italië

1966
- 6e etappe Deel A Parijs-Nice

1967
- Coppa Placci
- Eindklassement Ronde van Sardinië

1969
- Lissabon-Porto
- 1e etappe Ronde van Zwitserland

1970
- Genua-Nice
- 21e etappe Ronde van Italië
- Milaan-Turijn

1971
- 12e etappe Ronde van Frankrijk

## Resultaten in voornaamste wedstrijden
| Jaar | Ronde van Italië | Ronde van Frankrijk | Ronde van Spanje |
| ---- | ---------------- | ------------------- | ---------------- |
| 1965 | 35e (1)          |                     |                  |
| 1966 | 39e              |                     |                  |
| 1967 | 38e              |                     |                  |
| 1968 | 22e              |                     |                  |
| 1969 | 35e              |                     |                  |
| 1970 | 33e (1)          | opgave              |                  |
| 1971 |                  | 66e (1)             |                  |
| 1972 | opgave           |                     |                  |

| Jaar | Milaan-San Remo |
| ---- | --------------- |
| 1965 | 62e             |
| 1966 |                 |
| 1967 | 99e             |
| 1968 | 66e             |
| 1969 |                 |
| 1970 | 17e             |
| 1971 |                 |
| 1972 |                 |